# كارلا بطرس
كارلا بطرس (1 يوليو 1967-)، ممثلة وعارضة أزياء لبنانية. قدمت العديد من الأفلام والمسلسلات للسينما العربية عامة واللبنانية خاصة.

## حياتها ومشوارها الفني
والدها بطل الرياضة الدكتور لبيب بطرس والذي كان مذيعاً ومعلقاً رياضياً لسنوات طويلة في تلفزيون لبنان
بدأت مشوارها كعارضة أزياء نهاية الثمانينات وحصلت على لقب أفضل عارضة لعام 1990
ثم انتقلت لتقديم البرامج التلفزيونية من خلال شبكة أوربت الإعلامية وإم تي في اللبنانية ، توجهت بعدها للغناء لتدخل بعدها مجال التمثيل عام 1986 مع المؤلف مروان نجار والفنان إبراهيم مرعشلي حيث شاركت في عددً كبير من المسلسلات اللبنانية والعربية وظهرت في عدد من الأفلام اللبنانية نقلتها النوعية كممثلة كانت في مسلسل نورا لعبت فيه إلى جانب الفنانة كارول سماحة دور المرأة الشريرة. اشتهرت بأداء الأدوار الجريئة

### حياتها الأسرية
تزوجت من المهندس اللبناني جوني ربيز الذي توفي جراء حادث سيارة عام 2007 نجت منه هي وبناتها إيفانا وأدريانا

.

### ترشحهها للإنتخابات النيابية
في أبريل 2022 أعلنت ترشحهها في الإنتخابات النيابية على لائحة التيار الوطني الحر عن المقعد الأرثوذكسي في دائرة بيروت الأولى.

## أعمالها

### في التلفزيون
| سنة الإنتاج | اسم المسلسل                 | الشخصية         |
| ----------- | --------------------------- | --------------- |
| 2023        | الثمن                       | مي (ضيفة شرف)   |
| 2023        | دهب بنت الأوتيل             | صباح            |
| (2020)      | عروس بيروت                  | ساميا           |
| (2020)      | ما فيي 2                    | هالة (ضيفة شرف) |
| (2019)      | ما فيي                      | هالة            |
| (2017)      | الهيبة                      | د.غادة          |
| (2017)      | ورد جوري                    | سمارة           |
| (2016)      | جريمة شغف                   | نورما           |
| (2016)      | مدرسة الحب- ثلاثية نبضة قلب | كاميليا         |
| (2014)      | الإخوة                      | رحاب            |
| (2014       | غزل البنات                  |                 |
| (2013)      | نكدب لو قلنا مابنحبش        | الين            |
| (2013)      | العائدة 2                   | سلمى            |
| (2012)      | كيندا                       | نورا            |
| (2012)      | روبي                        | دلال            |
| (2011)      | آخر خبر                     | نبيلة           |
| (2010)      | أجيال                       | إيميليا         |
| (2010)      | مدام كارمن                  | جرازييلا        |
| (2010)      | دكتور هلا                   | سامية           |
| (2010)      | الطائر المكسور              | أمل             |
| (2009)      | الدني هيك                   |                 |
| (2009)      | أوتيل الأفراح               | نورما           |
| (2003)      | عبدو وعبدو                  | صوفي            |
| (2003)      | الزاوية                     |                 |
| (2001)      | اسمها لا                    | سهى الشدياق     |
| (1998)      | من أجل عينيها               | رانيا           |
| (1998)      | برج الحب                    | سعاد            |
| (1997)      | سكرتيرة بابا                | جميلة           |
| (1997)      | قلب المدينة                 |                 |
| (1997)      | نساء في العاصفة             |                 |
| (1997)      | شارع الكسليك                | كارمن           |
| (1996)      | نورا                        |                 |
| (1986)      | الأستاذ مندور               | هلا             |

### في السينما
| سنة الإنتاج | الفيلم            | الشخصية                |
| ----------- | ----------------- | ---------------------- |
| (2017)      | زفافيان           | منتجة الفيلم           |
| (2016)      | ويلكام تو ليبانون | حياة                   |
| (2015)      | باباراتزي         | والدة رامي عياش (خالد) |
| (2014)      | الكلمة الأخيرة    |                        |
| (2014)      | فيتامين           | سناء                   |
| (2008)      | خليك معي          | جمانة                  |
| (2004)      | الحقيقة الساطعة   |                        |
| (2000)      | إيفا نوفا         | داني                   |

### المسرحيات
| سنة الإنتاج | المسرحية  | الشخصية                     |
| ----------- | --------- | --------------------------- |
| 2015        | شمس و قمر | الملكة قلوبات (زوجة الحاكم) |